# 親衛隊強化德意志民族高級專員部

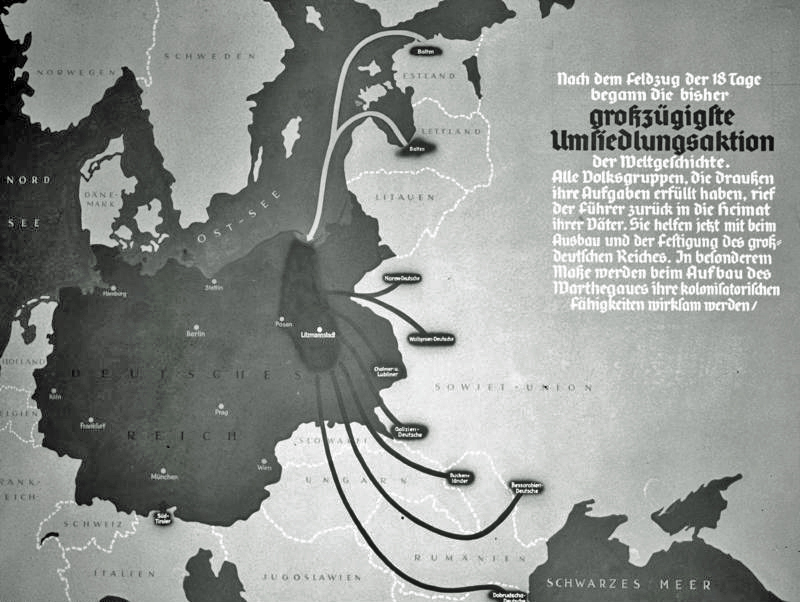
一张宣传海报，鼓励全球德意志族裔迁移到瓦尔特兰帝国大区定居

强化德意志民族高级专员部（德語：Reichskommissar für die Festigung deutschen Volkstums, RKF, RKFDV）是纳粹德国中党卫队的一个机构，由党卫队全国领袖海因里希·希姆莱担任，负责德意志族裔的回归和重新定居。
阿道夫·希特勒在1939年10月7日的命令《元首与帝国总理关于巩固德意志民族的法令（Erlaß des Führers und Reichskanzlers zur Festigung deutschen Volkstums）》中，任命希姆莱执行以下职责：监督德意志族裔和居住在国外的帝国德意志人最终返回纳粹德国；防止异族人口对德意志民族特性造成有害影响；创建由德意志人定居的新区域，主要是返回的德意志人。
因此，该专员部负责将居住在国外的德意志族裔召回、遣返并定居到纳粹德国及其控制的领土上。
该专员部深度参与了东方总计划（纳粹在东欧被占领土进行重新定居和“德意志化”的计划），制定了该计划五份草案中的四份。
乌尔里希·格赖费尔特在该专员部存在期间担任参谋长，代表希姆莱负责其日常运营和政策制定。